# Hiporreflexia
En medicina, el término hiporreflexia se utiliza para describir aquella situación en que el paciente presenta una disminución de la respuesta refleja en la exploración clínica, es decir los reflejos osteotendinosos están apagados. Es por tanto lo contrario a hiperreflexia, situación en que los reflejos osteotendinosos están exaltados. La hiporreflexia se produce en diferentes enfermedades neurológicas y se explora utilizando el martillo de reflejos. Si los reflejos osteotendinosos están abolidos totalmente, se utiliza el término arreflexia.

## Causas

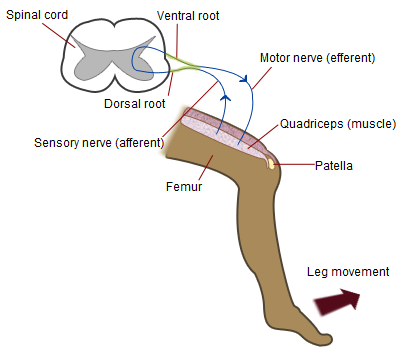
Esquema que representa el reflejo rotuliano con las vías aferentes y eferentes

La hiporreflexia y arreflexia puede estar provocada por cualquier causa que interrumpa el arco reflejo, tanto en el nervio aferente como en el eferente. Por ejemplo las polineuritis, el síndrome de Guillain-Barré o los procesos que afectan a la motoneurona del asta anterior de la medula espinal como la poliomielitis. Otras causas de hiporreflexia son el hipotiroidismo, alteraciones de los electrolitos en sangre, miopatía e intoxicación por sustancias depresoras del sistema nervioso central como el diazepán.

## Exploración
Para detectar la hiporreflexia se exploran los reflejos osteotendinosos con el martillo de reflejos. Principalmente el reflejo biccipital (C5-C6), reflejo tricipital (C7), reflejo estiloradial (C5-C6), reflejo rotuliano (L3-L4) y reflejo aquíleo (S1).